# Alexander Wood (Mediziner)

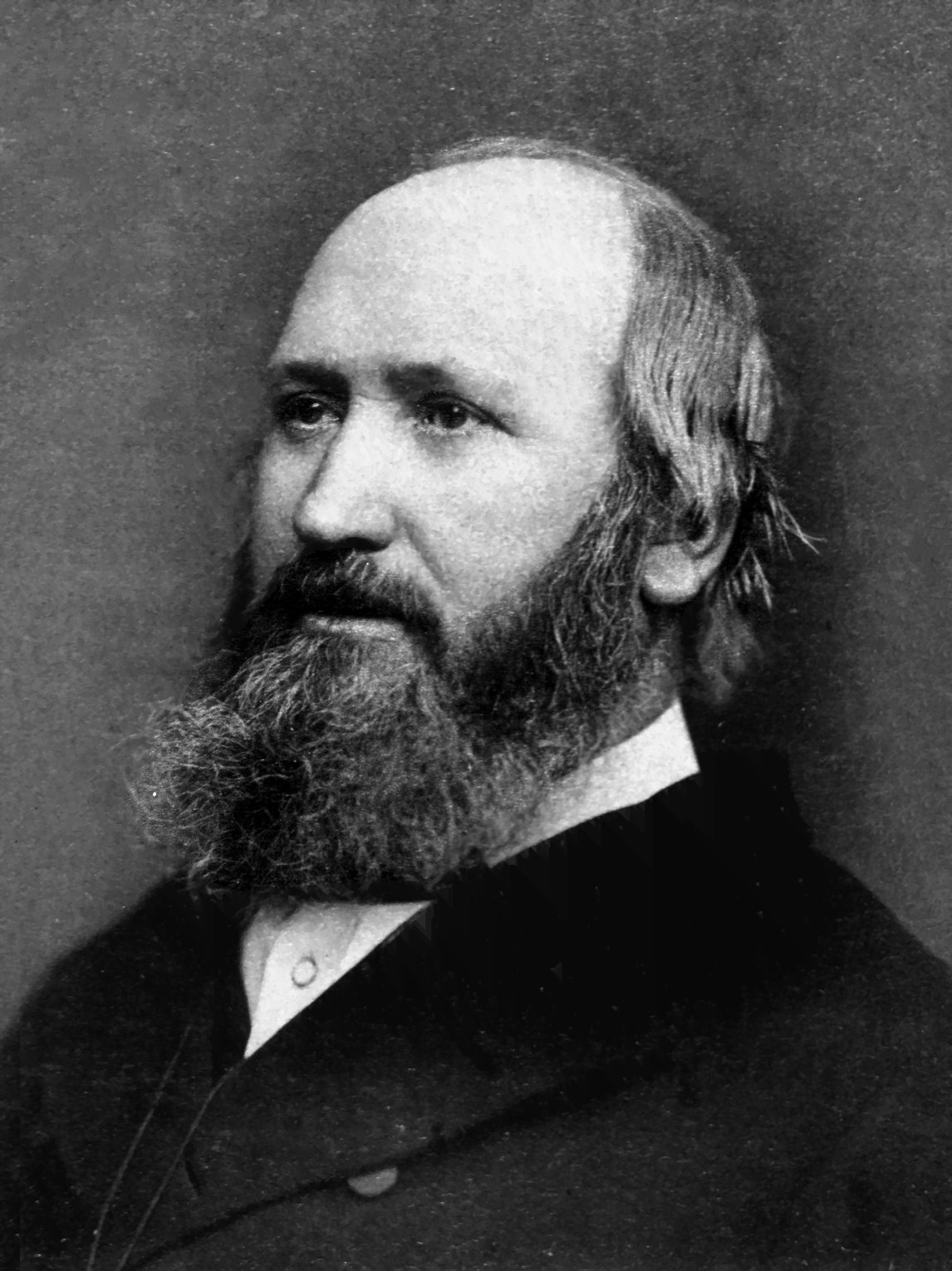
Alexander Wood, vor 1874

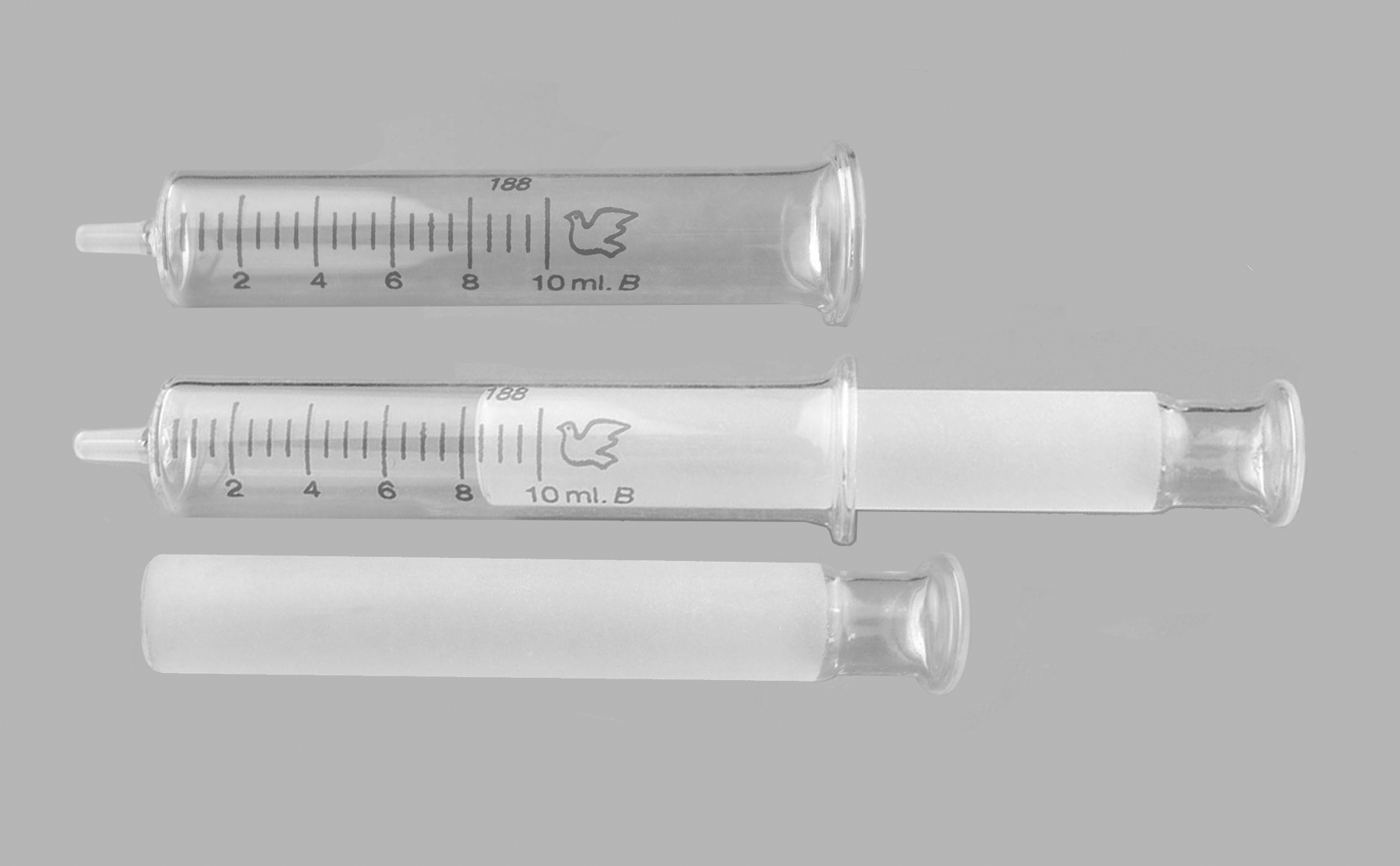
Moderne Glasspritze, ähnlich dem Design von Wood, jedoch mit zusätzlichen Volumenmarkierungen.

Alexander Wood (* 10. Dezember 1817 in Cupar, Fife; † 26. Februar 1884) war ein schottischer Arzt.

## Leben
Wood besuchte die Edinburgh Academy und studierte Medizin an der Edinburgh University. 1853 verwendete Alexander Wood als Erster eine zur Schmerzbekämpfung praktisch brauchbare Spritze mit einer kleinen Hohlnadel zur intravenösen Verabreichung von Morphin. Die Injektionsspritze war zuvor von Charles-Gabriel Pravaz in Frankreich erfunden worden, der ebenfalls Medikamente damit verabreichte (Eisenchlorid zur Behandlung von Aneurysmen), und die Hohlnadel vom irischen Arzt Francis Rynd.
Wood war seit 1842 mit Rebecca Massey verheiratet. Der gelegentlich aufgestellten Behauptung, seine Frau wäre auch das erste Opfer einer intravenös verabreichten Überdosis Morphin gewesen, steht deren Todesjahr 1895 entgegen.
Er war ab 1863 Mitglied der Royal Society of Edinburgh.